# Закрівець-Новий
Закрівець-Новий (пол. Zakrzówek Nowy) — село в Польщі, у гміні Закрівець Красницького повіту Люблінського воєводства. Населення — 109 осіб (2011).

## Населення
Демографічна структура станом на 31 березня 2011 року:
|          | Загалом | Допрацездатний вік | Працездатний вік | Постпрацездатний вік |
| -------- | ------- | ------------------ | ---------------- | -------------------- |
| Чоловіки | 59      | 13                 | 38               | 8                    |
| Жінки    | 50      | 8                  | 28               | 14                   |
| Разом    | 109     | 21                 | 66               | 22                   |